# Galearis spathulata
Galearis spathulata är en orkidéart som först beskrevs av John Lindley, och fick sitt nu gällande namn av Peter Francis Hunt. Galearis spathulata ingår i släktet Galearis och familjen orkidéer. Inga underarter finns listade i Catalogue of Life.